# Frederick Hughes (Segler)
Frederick St. John Hughes, OBE, MVO (* 22. Februar 1866 in Cowes, Isle of Wight; † 3. November 1956 in Southampton) war ein britischer Segler.

## Erfolge
Frederick Hughes nahm in der 8-Meter-Klasse an den Olympischen Spielen 1908 in London teil. Er war Crewmitglied der Sorais, die mit vier weiteren Booten um die Medaillen segelte. Das Gesamtresultat orientierte sich am besten Ergebnis der einzelnen Wettfahrten. Dabei belegte die Sorais unter Skipper George Ratsey in drei Wettfahrten zweimal den zweiten Platz, womit sie die Regatta auf dem dritten Rang hinter dem zweimal siegreichen britischen Boot Cobweb von Skipper Blair Cochrane und dem einmal siegreichen schwedischen Boot Vinga von Skipper Carl Hellström beendete. Neben Hughes, Skipper Ratsey und Hughes’ Bruder Alfred gewannen die übrigen Crewmitglieder Philip Hunloke und William Ward die Bronzemedaille.
Hughes war Captain der South Wales Borderers, einem Infanterieregiment der British Army, und kämpfte von 1899 bis 1900 im Zweiten Burenkrieg. Bei der Duke of Cornwall’s Light Infantry erreichte er den Rang eines Brevet Majors. Auch am Ersten Weltkrieg nahm er teil. 1916 wurde er zum Member des Royal Victorian Order ernannt, außerdem erhielt er den italienischen Ritterorden der hl. Mauritius und Lazarus. 1919 wurde ihm das Offizierskreuz des Order of the British Empire verliehen.